# SingStar Party
SingStar Party es un juego de karaoke del sistema PlayStation 2 publicado por Sony Computer Entertainment Europe y desarrollado por SCEE y London Studio. Este es la 2ª entrega en la saga SingStar.
SingStar Party, como el juego original, es distribuido tanto solo el juego (DVD), como el juego y un par de micrófonos acompañado - uno rojo y otro azul-. SingStar es compatible con la cámara EyeToy que sirve para visualizar a los jugadores en la pantalla mientras cantan. 
En 2005, SingStar y SingStar Party, ambos recibieron un premio a la originalidad en los BAFTA Games Awards.

## El Juego
SingStar Party es un juego de karaoke popular en el que los jugadores cantan canciones para conseguir puntos. Los jugadores interactúan con la PS2 por los micrófonos USB, mientras una canción es mostrada, junto a su vídeo musical, en pantalla. Las letras de la canción son visualizadas durante toda la partida en la parte inferior de la pantalla. SingStar Party reta a los jugadores a cantar como en las canciones originales, pero con su propia voz. Se trata de cantar lo más parecido o igualmente, intentando afinar igual, para poder ganar puntos. Normalmente, son 2 los jugadores los que compiten a la vez, aunque el juego incluye otro tipo de modos para más jugadores.
En esta 2ª entrega del juego, gracias a la mejora de la tecnología SingStar, es notable ver que las canciones están mejor afinadas y calibradas respecto a la primera versión. A partir de esta versión, no es necesario cantar igual que la grabación original, sino que se puede hacer una octava más arriba o más abajo; según nos venga bien. Esto se hizo para aquellas voces que no llegan a los tonos originales. 
Se introdujo por primera vez las canciones "Dueto". Estas canciones son aquellas que originalmente son cantadas a dos voces distintas, y por tanto cada micrófono se convierte en uno de los dos intérpretes originales (por ejemplo, "Video Killed The Radio Star", en la que hay fragmentos que corresponden a Trevor Horn y otros son cantados por Tina Charles). Los duetos aparecen marcados en la lista de canciones de más abajo, seguidos de los intérpretes de la canción. El juego permite cambiar la asignación de artistas y micrófonos, que por defecto se hace artista 1-jugador 1, artista 2-jugador 2.
Además, también cambian los menús de configuración de la partida antes de llegar el surtido musical del juego y comenzar a cantar, convirtiéndose los de esta versión en un estándar para las versiones venideras.
Hasta 8 jugadores pueden participar en SingStar Party con el modo "Pasa el Micro", en el que 2 equipos de varios jugadores, deberá derrotar al otro mediante una serie de retos y pruebas en los que competirán un jugador de cada equipo en cada ronda.
Al contrario que su antecesor: SingStar, esta, abandona el modo "Conviértete en una Estrella" o los modos de un solo jugador en favor de los modos multijugador.
SingStar Party, como todo el resto de juegos de SingStar, excepto la primera entrega, mide el tono de un jugador y no lo compara con la voz original, esto quiere decir, que se puede cantar en cualquier octava más alta o más baja y aun así se pueden conseguir puntos. Esto está preparado para aquellos jugadores que no son capaces de cantar en un registro tan alto o tan bajo como la grabación original. Además, SingStar Pop incluye nuevos filtros de voz que pueden ser usados en el modo Playback para distorsionar o realzar la voz grabada durante la canción.
En SingStar se puede jugar a 3 niveles distintos de dificultad -fácil, medio y difícil-. Cuanto más alto es el nivel del juego, menos podremos desafinar del tono original.
Esta versión de SingStar permite cambiar el disco de SingStar que hay dentro de la consola al principio (Al que nos referiremos como Disco Maestro), para cambiar las canciones sin la necesidad de reiniciar tu consola. Cuando hemos cambiado el disco, la interfaz de juego, la funcionalidad y la apariencia siguen permaneciendo del Disco Maestro. Esto es bastante útil con la primera versión de SingStar, que tiene varios fallos además de carecer de la capacidad de cantar en una octava menor o mayor del registro original; esto significa que hay que cantar idéntico al cantante original, con lo que es mucho más difícil. 

### Modos de juego
- Cantar sólo - Modo para que un solo jugador cante.
- Dueto - Dueto para 2 jugadores, en el que al final de la canción, sumarán sus puntuaciones.
- Batalla - Modo para 2 jugadores en el que competirán por la mejor canción. A veces también con algunas canciones en dueto, sólo que sin sumar sus puntuaciones.
- Pasa el micro - Modo multijugador especial para fiestas.

## SingStar PartyLista de canciones
Estas son las listas de canciones (de un total de 30) de SingStar. Según el país, la versión puede estar regionalizada para adaptarla con temas más conocidos allí donde se publica. Aquí puedes comprobar que canción fue sustituida de la versión original (inglesa o internacional) para dejar paso al tema en español; igualmente con el resto de países.

### Lista Española
| Artista                 | Canción                       | Observaciones                     | Canción Sustituida...                        |
| ----------------------- | ----------------------------- | --------------------------------- | -------------------------------------------- |
| SingStar Party          |                               |                                   |                                              |
| Alejandro Sanz          | "No Es Lo Mismo"              |                                   | Alicia Keys - "Fallin'"                      |
| Álex Ubago              | "Sin miedo a nada"            |                                   | Ashford & Simpson - "Solid"                  |
| The Buggles             | "Video Killed the Radio Star" | Dueto: Trevor Horn / Linda Jardim |                                              |
| Café Quijano            | "La Lola"                     |                                   | Bill Withers - "Ain't No Sunshine"           |
| Coti                    | "Otra Vez"                    |                                   | Blu Cantrell - "Hit 'Em Up Style (Oops!)"    |
| David Bisbal            | "Ave María"                   |                                   | Bob Marley - "No Woman No Cry"               |
| David Bustamante y Alex | "Dos Hombres y un Destino"    | Dueto: David Bustamante / Alex    | Busted - "Year 3000"                         |
| Duncan Dhu              | "En Algún Lugar"              |                                   | Cyndi Lauper - "Girls Just Want To Have Fun" |
| Elton John & Kiki Dee   | "Don't Go Breaking My Heart"  | Dueto: Elton John / Kiki Dee      |                                              |
| Fangoria                | "Retorciendo Palabras"        |                                   | Destiny's Child - "Survivor"                 |
| The Foundations         | "Build Me Up Buttercup"       |                                   |                                              |
| Fran Perea              | "Uno Más Uno Son Siete"       |                                   | Dido - "White Flag"                          |
| Jarabe de Palo          | "Ying Yang"                   |                                   | Duran Duran - "Hungry Like The Wolf"         |
| Juanes                  | "Es Por Ti"                   |                                   | Elvis Presley - "Way Down"                   |
| Ketama                  | "Tu Vólveras"                 |                                   | Franz Ferdinand - "Take Me Out"              |
| M Clan                  | "Carolina"                    |                                   | George Michael - "Faith"                     |
| Marta Sánchez           | "Desesperada"                 |                                   | Jamiroquai - "Cosmic Girl"                   |
| Miguel Bosé             | "Amante bandido"              |                                   | Javine - "Real Things"                       |
| Miguel Ríos             | "Bienvenidos"                 |                                   | Kylie Minogue - "I Should Be So Lucky"       |
| Mürfila                 | "Loko"                        |                                   | Little Richard - "Tutti Frutti"              |
| Nacha Pop               | "Chica de Ayer"               |                                   | Maroon 5 - "This Love"                       |
| Nino Bravo              | "Un Beso y Una Flor"          |                                   | Natasha Bedingfield - "Single"               |
| La Oreja de Van Gogh    | "Rosas"                       |                                   | Scissor Sisters - "Take Your Mama"           |
| Pink                    | "Just Like a Pill"            |                                   |                                              |
| The Police              | "Every Breath You Take"       |                                   |                                              |
| Presuntos Implicados    | "Como Hemos Cambiado"         |                                   | Spandau Ballet - "Gold"                      |
| Revólver                | "Si es tan solo amor"         |                                   | Spice Girls - "Who Do You Think You Are"     |
| Roser                   | "Quiero Besarte"              |                                   | The Beatiful South - "A Little Time"         |
| Seguridad Social        | "Chiquilla"                   |                                   | Tifanny - "I Think We're Alone Now"          |
| Sonny & Cher            | "I Got You Babe"              | Dueto: Sonny / Cher               |                                              |

Dueto: Cantante 1 / Cantante 2: La canción es un dueto predefinido no cooperativo. Cada jugador será uno de los cantantes que participa en ella. Puedes elegir y cambiar que micro será cada cantante.

### Lista Alemana
| Lista Alemana      | Lista Alemana                      | Lista Alemana                             |
| Artista            | Canción                            | Canción Sustituida...                     |
| ------------------ | ---------------------------------- | ----------------------------------------- |
| SingStar Party     |                                    |                                           |
| Bananarama         | "Venus"                            | Blu Cantrell - "Hit 'Em Up Style (Oops!)" |
| Culture Club       | "Do You Really Want To Hurt Me"    | Busted - "Year 3000"                      |
| David Lee Roth     | "Just A Gigolo/I Ain't Got Nobody" | Franz Ferdinand - "Take Me Out"           |
| Dieter Thomas Kuhn | "Es war Sommer"                    | Javine - "Real Things"                    |
| Klaus Lage         | "1000 und 1 Nacht"                 | Natasha Bedingfield - "Single"            |
| New Model Army     | "51st State of America"            | Scissor Sisters - "Take Your Mama"        |
| Rio Reiser         | "König von Deutschland"            | The Beautiful South - "A Little Time"     |
| Spider Murphy Gang | "Skandal im Sperrbezirk"           | Tiffany - "I Think We're Alone Now"       |

### Lista Francesa
Durante 2004 y 2005, SingStar Party fue distribuido en Francia como SingStar NRJ Tour, después, se siguió comercializando con el nombre original.
| Lista Francesa                       | Lista Francesa              | Lista Francesa                             |
| Artista                              | Canción                     | Canción Sustituida...                      |
| ------------------------------------ | --------------------------- | ------------------------------------------ |
| SingStar - NRJ Tour / SingStar Party |                             |                                            |
| Nâdiya                               | "Parle-Moi"                 | Ashford & Simpson - "Solid"                |
| Nâdiya                               | "Et C'est Parti"            | Bill Withers - "Ain't No Sunshine"         |
| Dis L'heure 2 Zouk                   | "Laisse Parler Les Gens!!!" | Blu Cantrell - "Hit 'Em Up Styles (Oops!)" |
| African Connection                   | "Ami-Oh"                    | Duran Duran - "Hungry Like The Wolf"       |
| Lynnsha                              | "S'evader"                  | Elvis - "Way Down"                         |
| K-Maro                               | "Femme Like U"              | Javine - "Real Things"                     |
| Willy Denzey                         | "L'Orphelin"                | Natasha Bedingfield - "Single"             |
| Pearl                                | "J'ai Des Choses À Te Dire" | Scissor Sisters - "Take Your Mama"         |
| Billy Crawford                       | "Bright Light"              | Spandau Ballet - "Gold"                    |
| Aventura                             | "Obsesión"                  | The Beautiful South - "A Little Time"      |
| Willy Denzey                         | "Le Mur Du Son"             | Tiffany - "I Think We're Alone Now"        |

### Lista Italiana
| Lista Italiana  | Lista Italiana              | Lista Italiana                            |
| Artista         | Canción                     | Canción Sustituida...                     |
| --------------- | --------------------------- | ----------------------------------------- |
| SingStar Party  |                             |                                           |
| 883             | "Come Mai"                  | Ashford & Simpson - "Solid"               |
| Alexia          | "Dimmi Come..."             | Blu Cantrell - "Hit 'Em Up Style (Oops!)" |
| Anna Oxa        | "Laisse Parler Les Gens!!!" | Busted - "Year 3000"                      |
| Bluvertigo      | "Altre Forme Di Vato"       | Elvis - "Way Down"                        |
| Daniele Stefani | "Un Giorno D'amore"         | Javine - "Real Things"                    |
| Edoardo Bennato | "Si Tratta Dell'amore"      | Kylie Minogue - "I Should Be So Lucky"    |
| Fiorello        | "Vivere A Colori"           | Little Richard - "Tutti Frutti"           |
| Irene Grandi    | "Bambine Cattive"           | Natasha Bedingfield - "Single"            |
| Loredana Berté  | "Il Mare D'inverno"         | Scissor Sisters - "Take Your Mama"        |
| Paola e Chiara  | "Blu"                       | Spandau Ballet - "Gold"                   |
| Spagna          | "Gente Come Noi"            | The Beautiful South - "A Little Time"     |
| Zeropositivo    | "Fasi"                      | Tiffany - "I Think We're Alone Now"       |

## Curiosidades
- Bill Withers - "Ain't No Sunshine" (SingStar Party UK) estaba incluida en la primera versión de SingStar pero fue sustituida por Lemar - "50/50" (SingStar UK) cuando la licencia de los derechos de la primera canción expiraron.

- UK: Versión inglesa / internacional.